# Charles de Lionne
Charles de Lionne dit l'Abbé de Lesseins (né à Romans-sur-Isère en 1616 et mort le 25 août 1701) est un ecclésiastique français qui fut abbé commendataire, Agent général du clergé de France. Il met les vastes bénéfices ecclésiastiques qu'il reçoit au service de son goût des Arts et laisse le souvenir d'un grand collectionneur.

## Biographie
Charles de Lionne est le 3e fils de Hugues, seigneur de Lesseins, Aoste, Triors, Flandène, conseiller au Parlement de Grenoble et de Laurence de Clayveyson. Il est de ce fait le cousin germain du puisant ministre des Affaires étrangères Hugues de Lionne.
Destiné à l'Église comme cadet, il est doté très jeune d'un nombre important de bénéfices ecclésiastiques. Dès le 25 février 1647 comme prieur commendataire de Saint-Romans, Nacon à Saint-Pierre-de-Chérennes  puis de Saint-Marcel-lès-Sauzet, d'Antonaves, Ballons, Beaumont-lès-Valence et Lachau. En 1650 il devient sacristain du chapitre de chanoines de la collégiale Saint-Barnard de Romans-sur-Isère. En 1665 il est désigné agent général du clergé de France par la province ecclésiastique d'Aix et il est présent de l'assemblée de Pontoise. Grâce à la faveur de son cousin il obtient l'abbaye royale de Saint-Calais avec une rente de 8.000 livres en compensation des évêchés de Grenoble ou de Gap. À la mort de son frère ainé Humbert en 1675 il devient même gouverneur militaire de Romans.
Ce cadet largement pourvu de bénéfices de toutes sortes devient ainsi le personnage le plus important de la région. Grand amateur d'Arts il fait venir d'Italie dès 1655 des collections d'objets divers, marbres, bronzes, ivoires, terres cuites, dans ses résidences de Romans ou du château de Triors qu'il fait édifier en 1667.  C'est également un protecteur des Lettres et des étudiants lui dédient leur thèse imprimée. En 1701 il reçoit le duc de Bourgogne et le duc de Berry lors de fêtes somptueuses et l'arc de triomphe édifié à cette occasion ne sera démoli qu'en 1802.
Malgré ses ressources financières considérables son train de vie est tel qu'après sa mort le 25 août 1701 ses héritiers sont contraints de vendre la totalité de sa bibliothèque et de ses collections qui comprend des œuvres de Véronèse, David Teniers le Jeune, Charles Le Brun, Juste de Juste ou Jacques Stella pour faire face à son endettement.

## Articles liés
- Agent général du clergé de France
- Triors

## Source
- Dictionnaire biographique de la Drôme, réédition Slakine Reprints, Genève 1970, tome II de H à Z, p. 96-97.